# Muscopteryx nitida
Muscopteryx nitida là một loài ruồi trong họ Tachinidae.